# John Schwartzman
John Schwartzman é um diretor de fotografia estadunidense. Foi indicado ao Oscar de melhor fotografia na edição de 2004 pela realização da obra Seabiscuit.

## Prêmios e indicações
- Indicado: Oscar de melhor fotografia — Seabiscuit (2003)